# 로브스터 롤

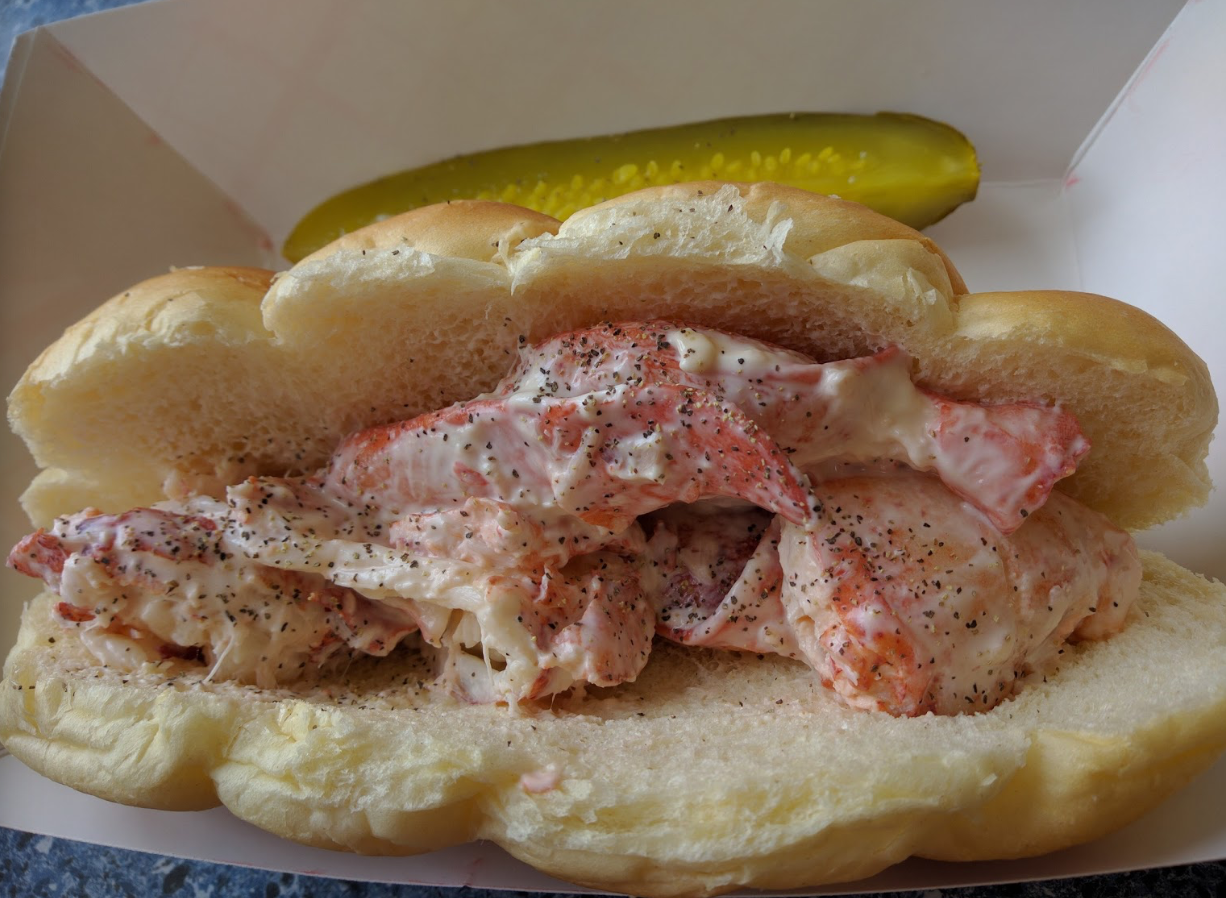
매사추세츠 주 뉴턴의 스티머스 시푸드 마켓(Steamers Seafood Market)에서 제공되는 로브스터 롤

로브스터 롤(Lobster roll) 또는 랍스터 롤은 미국 뉴잉글랜드 지역과 캐나다 대서양 지역의 요리이다. 구운 핫도그 스타일의 빵 위에 로브스터 고기를 올려 만든 요리이다. 충전물에는 버터, 레몬 주스, 소금 및 후추가 포함될 수도 있으며 뉴 잉글랜드의 일부 지역에서는 버터를 마요네즈로 대체하여 변형되었다. 다른 버전에는 잘게 썬 셀러리나 쪽파가 포함될 수 있다. 감자칩이나 감자튀김이 대표적인 부식이다.

## 같이 보기
- 샌드위치 목록